# Liste von Wegweisersäulen im Landkreis Sächsische Schweiz-Osterzgebirge
- Karte mit allen Koordinaten:
- OSM |
- WikiMap

Diese Aufzählung ist eine Teilliste der Liste von Wegweisersäulen in Sachsen.

## Landkreis Sächsische Schweiz-Osterzgebirge
Im ehemaligen Landkreis Sächsische Schweiz wurden durch René Prokoph 274 Wegweisersäulen inventarisiert und 1997 veröffentlicht.

### Altenberg
| Bild              | Bezeichnung             | Lage                                    | Datierung             | Beschreibung | ID       |
| ----------------- | ----------------------- | --------------------------------------- | --------------------- | --- | -------- |
| Bild gesucht      | Wegestein Oberbärenburg | Falkenhainer Straße                     | 19. Jh.               | verkehrsgeschichtlich von Bedeutung. | 09277892 |
| Bild gesucht      | Wegestein Bärenstein    | Bahnhofstraße 13 (Karte)                | 19. Jh. (Wegestein)   | Wegestein; verkehrsgeschichtlich von Bedeutung | 09278695 |
| Bild gesucht      | Wegestein Falkenhain    | (Karte)                                 | bez. 1871 (Wegestein) | Wegestein; verkehrsgeschichtlich von Bedeutung | 09277941 |
| Weitere Bilder    | Wegestein Fürstenwalde  | (Karte)                                 | 19. Jh. (Wegestein)   | Wegestein (Sandsteinwegweiser) an der sogenannten Alten Dresdner Straße (ehemals Alte Dresden-Teplitzer Poststraße); verkehrsgeschichtlich von Bedeutung | 09277536 |
| Bild gesucht      | Wegestein Fürstenwalde  | Rudolphsdorfer Straße 100 (bei) (Karte) | 19. Jh. (Wegestein)   | Wegestein; verkehrsgeschichtlich von Bedeutung | 09277534 |
| Wegestein Geising | Wegestein Geising       | Löwenhainer Straße (Karte)              | 1883 (Wegestein)      | Wegestein; verkehrsgeschichtlich von Bedeutung | 09303759 |
| Bild gesucht      | Wegestein Geising       | Teplitzer Straße (Karte)                | 19. Jh. (Wegestein)   | Wegestein; verkehrsgeschichtlich von Bedeutung | 09277511 |
| Bild gesucht      | Wegestein Lauenstein    | Teplitzer Straße (Karte)                | 19. Jh.               | verkehrsgeschichtlich von Bedeutung, Sandstein. | 09278981 |
| Bild gesucht      | Liebenau                | Hauptstraße (Karte)                     | 19. Jh. (Wegestein)   | Wegestein; verkehrsgeschichtlich von Bedeutung | 09277552 |
| Bild gesucht      | Wegestein Liebenau      | Hauptstraße 18a (gegenüber) (Karte)     | 19. Jh. (Wegestein)   | Wegestein; gedrungene Säule, seltener Bautyp, verkehrsgeschichtlich von Bedeutung                                                                        | 09277548 |
| Bild gesucht      | Wegestein Liebenau      | Hauptstraße 29b (bei) (Karte)           | 19. Jh. (Wegestein)   | Wegestein; seltener Bautyp, verkehrsgeschichtlich von Bedeutung                                                                                          | 09277547 |

### Bad Gottleuba-Berggießhübel
| Bild                                   | Bezeichnung                            | Lage                    | Datierung | Beschreibung            | ID       |
| -------------------------------------- | -------------------------------------- | ----------------------- | --------- | ----------------------- | -------- |
| Bild gesucht                           | Bad Gottleuba                          | (Karte)                 |           | Nr. 1 nach Prokoph[1]   | 09224781 |
| Bild gesucht                           | Bad Gottleuba                          | (Karte)                 |           | Nr. 2 nach Prokoph[1]   | 09304616 |
| Bild gesucht                           | Bad Gottleuba                          | (Karte)                 |           | Nr. 3 nach Prokoph[1]   | 09223409 |
| Bild gesucht                           | Bad Gottleuba                          | (Karte)                 |           | Nr. 4 nach Prokoph[1]   |          |
| Bild gesucht                           | Bad Gottleuba                          | (Karte)                 |           | Nr. 5 nach Prokoph[1]   | 09304621 |
| Bild gesucht                           | Bad Gottleuba                          | (Karte)                 |           | Nr. 6 nach Prokoph[1]   | 09304619 |
| Bild gesucht                           | Oelsen                                 | (Karte)                 |           | Nr. 7 nach Prokoph[1]   | 09223769 |
| Bild gesucht                           | Börnersdorf                            | (Karte)                 |           | Nr. 8 nach Prokoph[1]   |          |
| Bild gesucht                           | Börnersdorf                            | (Karte)                 |           | Nr. 9 nach Prokoph[1]   |          |
| Bild gesucht                           | Börnersdorf                            | (Karte)                 |           | Nr. 10 nach Prokoph[1]  |          |
| Bild gesucht                           | Börnersdorf                            | (Karte)                 |           | Nr. 11 nach Prokoph[1]  | 09300092 |
| Bild gesucht                           | Börnersdorf                            | (Karte)                 |           | Nr. 12 nach Prokoph[1]  | 09300091 |
| Bild gesucht                           | Breitenau                              |                         |           | Nr. 13 nach Prokoph[1]  |          |
| Bild gesucht                           | Breitenau                              | (Karte)                 |           | Nr. 14 nach Prokoph[1]  | 09224814 |
| Bild gesucht                           | Oelsen                                 | (Karte)                 |           | Nr. 15 nach Prokoph[1]  | 09304625 |
| Oelsen                                 | Oelsen                                 | Lappenbuschweg (Karte)  |           | Nr. 16 nach Prokoph[1]  | 09224908 |
| Bild gesucht                           | Oelsen                                 | (Karte)                 |           | Nr. 17 nach Prokoph[1]  | 09304629 |
| Wegweisersäule 31                      | Wegweisersäule 31                      | Mehlsteig/K-Weg (Karte) |           | Nr. 31 nach Prokoph[1]  |          |
| Grenzsäule Hellendorf(32)              | Grenzsäule Hellendorf(32)              | (Karte)                 |           | Nr. 32 nach Prokoph[1]  |          |
| Bild gesucht                           | Wegweisersäule (39)                    | (Karte)                 |           | Nr. 39 nach Prokoph[1]  | 09223849 |
| Bild gesucht                           | Berggießhübel                          | (Karte)                 |           | Nr. 40 nach Prokoph[1]  | 09304623 |
| Bild gesucht                           | Berggießhübel                          | (Karte)                 |           | Nr. 41 nach Prokoph[1]  | 09304624 |
| Wegweisersäule Berggießhübel (42)      | Wegweisersäule Berggießhübel (42)      | Ladenberg (Karte)       |           | Nr. 42 nach Prokoph[1]  | 09304622 |
| Langenhennersdorf                      | Langenhennersdorf                      | (Karte)                 |           | Nr. 138 nach Prokoph[1] |          |
| Wegweisersäule Langenhennersdorf 139   | Wegweisersäule Langenhennersdorf 139   | (Karte)                 |           | Nr. 139 nach Prokoph[1] | 09304626 |
| Wegweisersäule Langenhennersdorf (140) | Wegweisersäule Langenhennersdorf (140) | (Karte)                 |           | Nr. 140 nach Prokoph[1] |          |
| Wegweisersäule Langenhennersdorf (141) | Wegweisersäule Langenhennersdorf (141) | (Karte)                 |           | Nr. 141 nach Prokoph[1] | 09304627 |
| Wegweisersäule Langenhennersdorf (142) | Wegweisersäule Langenhennersdorf (142) | (Karte)                 |           | Nr. 142 nach Prokoph[1] | 09224381 |
| Langenhennersdorf                      | Langenhennersdorf                      | (Karte)                 |           |                         |          |

### Bad Schandau
| Bild              | Bezeichnung                      | Lage                                                        | Datierung | Beschreibung                                                                                                 | ID                       |
| ----------------- | -------------------------------- | ----------------------------------------------------------- | --------- | --- | ------------------------ |
| Weitere Bilder    | Kiefricht (18)                   | S 154/Neuweg (Karte)                                        |           | Nr. 18 nach Prokoph[1]                                                                                       | Wikidata-Objekt anzeigen |
| Bild gesucht      | Wegweisersäule                   | Ostrauer Berg (Karte)                                       |           | Nr. 19 nach Prokoph[1]                                                                                       |                          |
| Wegweisersäule    | Wegweisersäule                   | am Fußweg vom Lichtenhainer Wasserfall zum Kuhstall (Karte) |           | Nr. 20 nach Prokoph[1]                                                                                       |                          |
| Wegweisersäule 21 | Wegweisersäule 21                | Hinterer Kuhstallweg (Karte)                                |           | Nr. 21 nach Prokoph[1]                                                                                       |                          |
|                   |                                  | Kleiner Winterberg, Königsweg (Karte)                       |           | Nr. 22 nach Prokoph[1]                                                                                       |                          |
|                   |                                  | Reitsteig / Unterer Fremdenweg (Karte)                      |           | Nr. 23 nach Prokoph[1]                                                                                       |                          |
| Bild gesucht      |                                  | Roßsteig (Karte)                                            |           | Nr. 24 nach Prokoph[1]                                                                                       |                          |
|                   |                                  | Fremdenweg / Großer Winterberg (Karte)                      |           | Nr. 25 nach Prokoph[1]                                                                                       |                          |
|                   |                                  | Fremdenweg (Karte)                                          |           | Nr. 26 nach Prokoph[1]                                                                                       |                          |
| Ostrau            | Ostrau                           | Oberer Liebenweg (Karte)                                    |           | Nr. 27 nach Prokoph[1]                                                                                       |                          |
| Weitere Bilder    | Wegweisersäule Ostrauer Mühle    | Flößersteig (Karte)                                         |           | Nr. 28 nach Prokoph[1] Denkmalschild neben Säule                                                             |                          |
| Postelwitz        | Postelwitz                       | Zahnsberg (Karte)                                           |           | Nr. 29 nach Prokoph[1] Weg in den königlichen Wald Nach Schmilkau 1 St. Nach Postelwitz und Schandau 1/2 St. | 09222304                 |
| Postelwitz        | Postelwitz                       | Wolfsgraben (Karte)                                         |           | Nr. 30 nach Prokoph[1]                                                                                       |                          |
| Bild gesucht      | Wegweisersäule Prossen (206)     | (Karte)                                                     |           | Nr. 206 nach Prokoph[1]                                                                                      |                          |
| Waltersdorf 207   | Waltersdorf 207                  | Mühlweg (Karte)                                             |           | Nr. 207 nach Prokoph[1]                                                                                      |                          |
| Bild gesucht      | Waltersdorf                      | (Karte)                                                     |           | Nr. 208 nach Prokoph[1]                                                                                      |                          |
| Weitere Bilder    | Waltersdorf (209)                | Liliensteinstraße / Gründelweg (Karte)                      |           | Nr. 209 nach Prokoph[1]                                                                                      | Wikidata-Objekt anzeigen |
| Weitere Bilder    | Wegweisersäule Waltersdorf (210) | Gründelweg / Erlichtweg (Karte)                             |           | Nr. 210 nach Prokoph[1]                                                                                      | Wikidata-Objekt anzeigen |

### Bahretal
| Bild         | Bezeichnung   | Lage    | Datierung | Beschreibung                                     | ID       |
| ------------ | ------------- | ------- | --------- | ------------------------------------------------ | -------- |
| Bild gesucht | 33            | (Karte) |           | Nr. 33 nach Prokoph[1]                           |          |
| Bild gesucht | 34            | (Karte) |           | Nr. 34 nach Prokoph[1] Denkmalschild neben Säule |          |
| Bild gesucht | 35            | (Karte) |           | Nr. 35 nach Prokoph[1]                           |          |
| Bild gesucht | Göppersdorf   | (Karte) |           | Nr. 36 nach Prokoph[1]                           | 09224777 |
| Bild gesucht | Nentmannsdorf | (Karte) |           | Nr. 37 nach Prokoph[1]                           | 09304630 |
| Bild gesucht |               |         |           | Nr. 38 nach Prokoph[1]                           |          |
| Bild gesucht |               |         |           | Nr. 147 nach Prokoph[1]                          |          |

### Bannewitz
| Bild                       | Bezeichnung                | Lage                                      | Datierung | Beschreibung | ID       |
| -------------------------- | -------------------------- | ----------------------------------------- | --------- | --- | -------- |
| Bild gesucht               | Wegweisersäule Boderitz    | Teichplatz (Karte)                        |           | |          |
| Wegweisersäule Cunnersdorf | Wegweisersäule Cunnersdorf | Freitaler Str. (Karte)                    |           | |          |
| Bild gesucht               | Wegweisersäule Cunnersdorf | Cunnersdorfer Str./ Kaitzer Str. (Karte)  |           | |          |
| Wegweisersäule Eutschütz   | Wegweisersäule Eutschütz   | (Karte)                                   |           | |          |
| Wegestein Nöthnitz         | Wegestein Nöthnitz         | Rosentitzer Straße 94 (gegenüber) (Karte) | bez. 1875 | Sandstein mit Inschriften, verkehrshistorische und ortshistorische Bedeutung. Sandstein, mit Inschriften, bezeichnet 1875, pyramidale Spitze, Sockel.              | 09305984 |
| Wegestein Nöthnitz         | Wegestein Nöthnitz         | Winckelmannstraße (Karte)                 | bez. 1876 | abgestufter Sockel, Inschriften, verkehrsgeschichtlich und ortsgeschichtlich von Bedeutung. Sandstein, abgestufter Sockel, pyramidaler Abschluss, bezeichnet 1876. | 09305983 |
| Wegestein Possendorf       | Wegestein Possendorf       | Brösgener Weg (Karte)                     |           | Wegestein | 08963143 |
| Wegestein Rosentitz        | Wegestein Rosentitz        | Rosentitzer Straße (Karte)                | bez. 1876 | verkehrsgeschichtliche und ortshistorische Bedeutung, bezeichnet 1873, Sandstein, erneuert, mit Inschriften.                                                       | 09305985 |

### Dippoldiswalde
| Bild                          | Bezeichnung                   | Lage                                             | Datierung | Beschreibung | ID       |
| ----------------------------- | ----------------------------- | ------------------------------------------------ | --------- | ------------ | -------- |
| Wegweisersäule Ammelsdorf     | Wegweisersäule Ammelsdorf     | Alte Zinnstraße (Karte)                          |           |              |          |
| Wegweisersäule Dippoldiswalde | Wegweisersäule Dippoldiswalde | Am Steinbruch (Karte)                            |           |              |          |
| Wegweisersäule Dippoldiswalde | Wegweisersäule Dippoldiswalde | Glashütter Straße (Karte)                        |           |              |          |
| Wegweisersäule Dippoldiswalde | Wegweisersäule Dippoldiswalde | Heideweg (Karte)                                 |           |              |          |
| Wegweisersäule Dippoldiswalde | Wegweisersäule Dippoldiswalde | Rabenauer Straße (Karte)                         |           |              |          |
| Wegweisersäule Dippoldiswalde | Wegweisersäule Dippoldiswalde | Rabenauer Str./ Plattenweg (Karte)               |           |              |          |
| Wegweisersäule Dippoldiswalde | Wegweisersäule Dippoldiswalde | am Reinholdshainer Weg (Karte)                   |           |              |          |
| Wegweisersäule Dippoldiswalde | Wegweisersäule Dippoldiswalde | Talsperrenstraße (Karte)                         |           |              |          |
| Wegweisersäule Hennersdorf    | Wegweisersäule Hennersdorf    | (Karte)                                          |           |              |          |
| Wegweisersäule Malter         | Wegweisersäule Malter         | Obermalter Waldweg (Karte)                       |           |              |          |
| Wegweisersäule Naundorf       | Wegweisersäule Naundorf       | Herrenweg / B171 (Karte)                         |           |              | 09277357 |
| Wegweisersäule Obercarsdorf   | Wegweisersäule Obercarsdorf   | Dorfstraße (Karte)                               |           |              | 09277327 |
| Wegweisersäule Obercarsdorf   | Wegweisersäule Obercarsdorf   | Querweg (Karte)                                  |           |              |          |
| Bild gesucht                  | Wegweisersäule Reichstädt     | Böhmischer Weg / Firstenweg (Karte)              |           |              |          |
| Bild gesucht                  | Wegweisersäule Reichstädt     | Firstenweg (Karte)                               |           |              |          |
| Bild gesucht                  | Wegweisersäule Reichstädt     | Firstenweg / S187 (Karte)                        |           |              |          |
| Bild gesucht                  | Wegweisersäule Reinberg N     | (Karte)                                          |           |              |          |
| Bild gesucht                  | Wegweisersäule Reinberg SO    | (Karte)                                          |           |              |          |
| Wegweisersäule Reinberg       | Wegweisersäule Reinberg       | Straße nach Hermsdorf (Karte)                    |           |              |          |
| Wegweisersäule Reinberg SW    | Wegweisersäule Reinberg SW    | (Karte)                                          |           |              |          |
| Wegweisersäule Reinholdshain  | Wegweisersäule Reinholdshain  | Alte Poststr. (Karte)                            |           |              |          |
| Wegweisersäule Reinholdshain  | Wegweisersäule Reinholdshain  | Glashütter Str./ Kreischaer Str. (Karte)         |           |              |          |
| Wegweisersäule Reinholdshain  | Wegweisersäule Reinholdshain  | Glashütter Str./ Reinhardtsgrimmaer Str. (Karte) |           |              |          |
| Bild gesucht                  | Wegweisersäule Sadisdorf      | (Karte)                                          |           |              | 09304070 |
| Wegweisersäule Schönfeld      | Wegweisersäule Schönfeld      | (Karte)                                          |           |              |          |
| Wegweisersäule Ulberndorf     | Wegweisersäule Ulberndorf     | Frauendorfer Str. (Karte)                        |           |              |          |
| Wegweisersäule Ulberndorf     | Wegweisersäule Ulberndorf     | Frauendorfer Str./ B170 (Karte)                  |           |              |          |
| Bild gesucht                  | Wegweisersäule Ulberndorf     | Oberfrauendorfer Str. (Karte)                    |           |              |          |

### Dohma
| Bild                | Bezeichnung         | Lage                 | Datierung | Beschreibung           | ID       |
| ------------------- | ------------------- | -------------------- | --------- | ---------------------- | -------- |
| Bild gesucht        | Wegweisersäule (43) | (Karte)              |           | Nr. 43 nach Prokoph[1] |          |
| Bild gesucht        | Cotta               | (Karte)              |           | Nr. 46 nach Prokoph[1] | 09223988 |
| Bild gesucht        | Cotta               | (Karte)              |           | Nr. 47 nach Prokoph[1] |          |
| Cotta (48)          | Cotta (48)          | (Karte)              |           | Nr. 48 nach Prokoph[1] |          |
| Wegweisersäule (49) | Wegweisersäule (49) | (Karte)              |           | Nr. 49 nach Prokoph[1] |          |
| Dohma (50)          | Dohma (50)          | (Karte)              |           | Nr. 50 nach Prokoph[1] |          |
| Dohma (51)          | Dohma (51)          | (Karte)              |           | Nr. 51 nach Prokoph[1] |          |
| Bild gesucht        |                     | S173 (Karte)         |           | Nr. 52 nach Prokoph[1] |          |
| Bild gesucht        | Goes                |                      |           | Nr. 53 nach Prokoph[1] |          |
| Bild gesucht        |                     | Abzweig Goes (Karte) |           | Nr. 54 nach Prokoph[1] |          |

### Dohna
| Bild                     | Bezeichnung              | Lage                                        | Datierung | Beschreibung            | ID       |
| ------------------------ | ------------------------ | ------------------------------------------- | --------- | ----------------------- | -------- |
| Bild gesucht             | Wegweisersäule Krebs     | Koordinaten des Standorts geschätzt (Karte) |           | Nr. 55 nach Prokoph[1]  |          |
| Wegweisersäule Köttewitz | Wegweisersäule Köttewitz | (Karte)                                     |           | Nr. 56 nach Prokoph[1]  |          |
| Gorknitz                 | Gorknitz                 | (Karte)                                     |           | Nr. 222 nach Prokoph[1] | 09223965 |
| Bild gesucht             | Borthen                  | (Karte)                                     |           | Nr. 223 nach Prokoph[1] | 09229990 |
| Bild gesucht             | Borthen                  | (Karte)                                     |           | Nr. 224 nach Prokoph[1] | 09229989 |
| Bild gesucht             | Borthen                  | (Karte)                                     |           | Nr. 225 nach Prokoph[1] | 09229988 |
| Bild gesucht             | Borthen                  | (Karte)                                     |           | Nr. 226 nach Prokoph[1] | 09223902 |
| Tronitz                  | Tronitz                  | (Karte)                                     |           | Nr. 227 nach Prokoph[1] | 09223965 |
| Tronitz                  | Tronitz                  | (Karte)                                     |           |                         |          |
| Gorknitz                 | Gorknitz                 | (Karte)                                     |           |                         |          |

### Dorfhain
| Bild         | Bezeichnung | Lage               | Datierung | Beschreibung                                                                                           | ID       |
| ------------ | ----------- | ------------------ | --------- | --- | -------- |
| Bild gesucht | Wegestein   | Bergstraße (Karte) | 19. Jh.   | verkehrsgeschichtlich von Bedeutung. Sandstein, beschriftet, ca. 1 m hoch, quadratischer Grundriss.    | 08964957 |
| Bild gesucht | Wegestein   | (Karte)            | 19. Jh.   | verkehrsgeschichtlich von Bedeutung. Sandstein, beschriftet, ca. 1,30 m hoch, quadratischer Grundriss. | 08964958 |

### Dürrröhrsdorf-Dittersbach
| Bild                             | Bezeichnung                      | Lage                                 | Datierung | Beschreibung            | ID       |
| -------------------------------- | -------------------------------- | ------------------------------------ | --------- | ----------------------- | -------- |
| Wegweisersäule Dittersbach (57)  | Wegweisersäule Dittersbach (57)  | (Karte)                              |           | Nr. 57 nach Prokoph[1]  | 09276892 |
| Wegweisersäule Dittersbach (58)  | Wegweisersäule Dittersbach (58)  | (Karte)                              |           | Nr. 58 nach Prokoph[1]  | 09276887 |
| Wegweisersäule Dittersbach (59)  | Wegweisersäule Dittersbach (59)  | (Karte)                              |           | Nr. 59 nach Prokoph[1]  |          |
| Wegweisersäule Dobra (60)        | Wegweisersäule Dobra (60)        | (Karte)                              |           | Nr. 60 nach Prokoph[1]  |          |
| Wegweisersäule Porschendorf (61) | Wegweisersäule Porschendorf (61) | Liebethaler Str./ Finkensteg (Karte) |           | Nr. 61 nach Prokoph[1]  |          |
| Weitere Bilder                   | Wegweisersäule (62)              | An der Alten Ziegelei (Karte)        |           | Nr. 62 nach Prokoph[1]  | 09276944 |
| Wegweisersäule Elbersdorf (63)   | Wegweisersäule Elbersdorf (63)   | (Karte)                              |           | Nr. 63 nach Prokoph[1]  |          |
| Wegweisersäule Stürza (64)       | Wegweisersäule Stürza (64)       | (Karte)                              |           | Nr. 64 nach Prokoph[1]  |          |
| Wegweisersäule Stürza (65)       | Wegweisersäule Stürza (65)       | (Karte)                              |           | Nr. 65 nach Prokoph[1]  |          |
| Wegweisersäule Wilschdorf (274)  | Wegweisersäule Wilschdorf (274)  | (Karte)                              |           | Nr. 274 nach Prokoph[1] |          |
| Wegweisersäule Dobra             | Wegweisersäule Dobra             | Abzweig Stürza (Karte)               |           |                         |          |

### Freital
| Bild                    | Bezeichnung                  | Lage                                 | Datierung             | Beschreibung                                                                   | ID       |
| ----------------------- | ---------------------------- | ------------------------------------ | --------------------- | ------------------------------------------------------------------------------ | -------- |
| Bild gesucht            | Wegestein Burgk              | Kohlenstraße (Karte)                 | 19. Jh.               | Wegestein; verkehrsgeschichtlich von Bedeutung                                 | 08964022 |
| Bild gesucht            | Wegweisersäule Burgk         | (Karte)                              |                       |                                                                                |          |
| Wegestein Kleinnaundorf | Wegestein Kleinnaundorf      | Steigerstraße (Karte)                | bez. 1837 (Wegestein) | Wegestein; verkehrsgeschichtlich von Bedeutung                                 | 08964013 |
| Wegestein Kohlsdorf     | Wegestein Kohlsdorf          | (Karte)                              |                       |                                                                                |          |
| Wegestein Pesterwitz    | Wegestein Pesterwitz         | (Karte)                              |                       |                                                                                |          |
| Bild gesucht            | Wegweisersäule Niederhäslich | (Karte)                              |                       |                                                                                |          |
| Bild gesucht            | Wegweiserstein Niederhäslich | (Karte)                              |                       | Beschädigter Steinwegweiser, zeigt Richtung zum Steinernen Tisch im Poisenwald |          |
| Wegestein Somsdorf      | Wegestein Somsdorf           | Höckendorfer Straße 82 (bei) (Karte) | 19. Jh. (Wegestein)   | Wegestein; verkehrsgeschichtlich von Bedeutung                                 | 08964088 |
| Wegestein Wurgwitz      | Wegestein Wurgwitz           | (Karte)                              |                       |                                                                                |          |
| Wegestein Wurgwitz      | Wegestein Wurgwitz           | (Karte)                              |                       |                                                                                |          |

### Glashütte (Sachsen)
| Bild                            | Bezeichnung                         | Lage                                            | Datierung | Beschreibung | ID |
| ------------------------------- | ----------------------------------- | ----------------------------------------------- | --------- | ------------ | -- |
| Bild gesucht                    | Wegweisersäule Cunnersdorf          | Lange Str./ Glashütter Weg (Karte)              |           |              |    |
| Bild gesucht                    | Wegweisersäule Hausdorf             | S183 (Hirschbachmühle) (Karte)                  |           |              |    |
| Bild gesucht                    | Wegweisersäule Hausdorf             | (Karte)                                         |           |              |    |
| Bild gesucht                    | Wegweisersäule Hermsdorf am Wilisch | Karsdorfer Str. (Karte)                         |           |              |    |
| Bild gesucht                    | Wegweisersäule Hermsdorf am Wilisch | (Karte)                                         |           |              |    |
| Bild gesucht                    | Wegweisersäule Hirschbach           | Grimmsche Str. (Karte)                          |           |              |    |
| Bild gesucht                    | Wegweisersäule Hirschbach           | Hermsdorfer Str. (Karte)                        |           |              |    |
| Bild gesucht                    | Wegweisersäule Hirschbach           | Kreischaer Str./ S183 (Karte)                   |           |              |    |
| Bild gesucht                    | Wegweisersäule Hirschbach           | Reinberger Weg (Karte)                          |           |              |    |
| Wegweisersäule Johnsbach        | Wegweisersäule Johnsbach            | (Karte)                                         |           |              |    |
| Bild gesucht                    | Wegweisersäule Luchau               | Abzw Cunnersdorf (Karte)                        |           |              |    |
| Bild gesucht                    | Wegweisersäule Luchau               | Eisenstr. (Karte)                               |           |              |    |
| Bild gesucht                    | Wegweisersäule Luchau               | Felsenbergstraße (Karte)                        |           |              |    |
| Bild gesucht                    | Wegweisersäule Oberfrauendorf       | Frauendorfer Str. (Karte)                       |           |              |    |
| Bild gesucht                    | Wegweisersäule Oberfrauendorf       | Johnsbacher Str. (Karte)                        |           |              |    |
| Wegweisersäule Reinhardtsgrimma | Wegweisersäule Reinhardtsgrimma     | K9007 Buschhaus / Alte Böhmische Straße (Karte) |           |              |    |
| Bild gesucht                    | Wegweisersäule Reinhardtsgrimma     | Kirchberg (Karte)                               |           |              |    |
| Bild gesucht                    | Wegweisersäule Schlottwitz          | Trebnitzgrund (Karte)                           |           |              |    |

### Gohrisch
| Bild             | Bezeichnung                     | Lage                                                      | Datierung | Beschreibung                                                                                  | ID                       |
| ---------------- | ------------------------------- | --------------------------------------------------------- | --------- | --------------------------------------------------------------------------------------------- | ------------------------ |
| Bild gesucht     | 66                              | Cunnersdorf, Alte Rosenthaler Straße (Karte)              |           | Nr. 66 nach Prokoph[1]                                                                        |                          |
|                  |                                 | Cunnersdorfer Straße (Karte)                              |           | Nr. 67 nach Prokoph[1]                                                                        | 09223552                 |
| Weitere Bilder   | Wegweisersäule Cunnersdorf (68) | S169 / Abzweig Krippenbachweg (Karte)                     | 19. Jh    | Nr. 68 nach Prokoph[1]                                                                        | 09302461                 |
| Kleinhennersdorf | Kleinhennersdorf                | Rietzschgrundstraße/Nagelweg (Karte)                      |           | Nr. 69 nach Prokoph[1]                                                                        |                          |
| Kleinhennersdorf | Kleinhennersdorf                | Hauptstraße / Alter Schulweg (Karte)                      |           | Nr. 70 nach Prokoph[1]                                                                        | 09224685                 |
| Kleinhennersdorf | Kleinhennersdorf                | Hauptstraße (Karte)                                       |           | Nr. 71 nach Prokoph[1]                                                                        | 09304539                 |
| Kleinhennersdorf | Kleinhennersdorf                | K8744 / Alter Schulweg (Karte)                            |           | Nr. 72 nach Prokoph[1]                                                                        | 09304540                 |
| Gohrisch         | Gohrisch                        | alte Rietzschgrundstraße (Karte)                          |           | Nr. 73 nach Prokoph[1]                                                                        |                          |
| Gohrisch         | Gohrisch                        | Rietzschgrundstraße Abzweig Suppelsgrundweg (Karte)       |           | Nr. 74 nach Prokoph[1]                                                                        |                          |
| Bild gesucht     | Gohrisch (75)                   | (Karte)                                                   |           | Nr. 75 nach Prokoph[1]                                                                        |                          |
| Papstdorf        | Papstdorf                       | an Haltestelle Abzweig Pfaffenstein (Karte)               |           | Nr. 76 nach Prokoph[1]                                                                        | 09302027                 |
| Papstdorf        | Papstdorf                       | K8746, in Linkskurve nach dem Abzweig Pfaffendorf (Karte) |           | Nr. 77 nach Prokoph[1]                                                                        | 09302028                 |
| Papstdorf        | Papstdorf                       | K8744 / Aufstieg Papststein (Karte)                       |           | Nr. 78 nach Prokoph[1]                                                                        |                          |
| Weitere Bilder   | Wegweisersäule Papstdorf (79)   | Alte Hauptstraße, Ortsausgang nach Gohrisch (Karte)       |           | Nr. 79 nach Prokoph[1]                                                                        | Wikidata-Objekt anzeigen |
| Weitere Bilder   | Wegweisersäule Papstdorf (80)   | Alte Hauptstraße / Pionierlagerstraße (Karte)             |           | Nr. 80 nach Prokoph[1]                                                                        | Wikidata-Objekt anzeigen |
| Gohrisch         | Gohrisch                        | Königsteiner Str./ Pfaffendorfer Str. (Karte)             |           | bei Prokoph[1] als ehemalige Wegweisersäule (lfd. Nr. 25) geführt, 2008 als Kopie aufgestellt |                          |
| Gohrisch         | Gohrisch                        | Schandauer Straße / Schostakowitschplatz (Karte)          |           | bei Prokoph[1] als ehemalige Wegweisersäule (lfd. Nr. 26) geführt, 2008 als Kopie aufgestellt |                          |

### Hartmannsdorf-Reichenau
| Bild                    | Bezeichnung             | Lage                              | Datierung | Beschreibung                                    | ID       |
| ----------------------- | ----------------------- | --------------------------------- | --------- | ----------------------------------------------- | -------- |
| Wegestein Hartmannsdorf | Wegestein Hartmannsdorf | Hauptstraße 73e (bei) (Karte)     |           | Wegestein; verkehrsgeschichtlich von Bedeutung. | 09277656 |
| Bild gesucht            | Wegestein               | Obere Dorfstraße 71 (bei) (Karte) |           | Wegestein; verkehrsgeschichtlich von Bedeutung. | 09277597 |
| Wegestein               | Wegestein               | Untere Dorfstraße (Karte)         |           | Wegestein; verkehrsgeschichtlich von Bedeutung. | 09277630 |

### Heidenau
| Bild              | Bezeichnung       | Lage    | Datierung | Beschreibung           | ID |
| ----------------- | ----------------- | ------- | --------- | ---------------------- | -- |
| Kleinsedlitz (96) | Kleinsedlitz (96) | (Karte) |           | Nr. 96 nach Prokoph[1] |    |

### Hermsdorf/Erzgeb.
| Bild         | Bezeichnung     | Lage                                        | Datierung         | Beschreibung                                            | ID       |
| ------------ | --------------- | ------------------------------------------- | ----------------- | ------------------------------------------------------- | -------- |
| Wegestein    | Wegestein       | Frauensteiner Straße 14 (gegenüber) (Karte) | 1. Hälfte 19. Jh. | verkehrsgeschichtlich von Bedeutung.                    | 09303997 |
| Bild gesucht | Wegestein Seyde | Rehefelder Straße 1 (bei) (Karte)           | 19. Jh.           | verkehrsgeschichtlich von Bedeutung, bezeichnet „5000“. | 09303999 |

### Hohnstein
| Bild           | Bezeichnung    | Lage                                 | Datierung | Beschreibung            | ID       |
| -------------- | -------------- | ------------------------------------ | --------- | ----------------------- | -------- |
|                |                | Ziegenrückenstraße/Knotenweg (Karte) |           | Nr. 99 nach Prokoph[1]  | 09254048 |
| Bild gesucht   | 100            | (Karte)                              |           | Nr. 100 nach Prokoph[1] |          |
| Bild gesucht   | 101            | (Karte)                              |           | Nr. 101 nach Prokoph[1] |          |
| Bild gesucht   | 102            | (Karte)                              |           | Nr. 102 nach Prokoph[1] | 09254368 |
| 103            | 103            | (Karte)                              |           | Nr. 103 nach Prokoph[1] |          |
| Bild gesucht   | 104            | (Karte)                              |           | Nr. 104 nach Prokoph[1] |          |
| 105            | 105            | (Karte)                              |           | Nr. 105 nach Prokoph[1] | 09254038 |
| 106            | 106            | (Karte)                              |           | Nr. 106 nach Prokoph[1] |          |
| Bild gesucht   | 107            | (Karte)                              |           | Nr. 107 nach Prokoph[1] | 09254052 |
| Bild gesucht   | 108            | (Karte)                              |           | Nr. 108 nach Prokoph[1] | 09254053 |
| Goßdorf        | Goßdorf        | (Karte)                              |           | Nr. 109 nach Prokoph[1] | 09254187 |
| 110            | 110            | (Karte)                              |           | Nr. 110 nach Prokoph[1] | 09254362 |
| 111            | 111            | (Karte)                              |           | Nr. 111 nach Prokoph[1] | 09254203 |
| 112            | 112            | (Karte)                              |           | Nr. 112 nach Prokoph[1] | 09254170 |
| 113            | 113            | (Karte)                              |           | Nr. 113 nach Prokoph[1] |          |
| Rathewalde 114 | Rathewalde 114 | Viebigweg (Karte)                    |           | Nr. 114 nach Prokoph[1] |          |
| Rathewalde     | Rathewalde     | an der Hocksteinschänke (Karte)      |           | Nr. 115 nach Prokoph[1] |          |
| Bild gesucht   |                |                                      |           | Nr. 116 nach Prokoph[1] |          |
| Bild gesucht   | 191            | (Karte)                              |           | Nr. 191 nach Prokoph[1] | 09254051 |

### Klingenberg
| Bild                 | Bezeichnung              | Lage                                        | Datierung                             | Beschreibung                                                                                       | ID       |
| -------------------- | ------------------------ | ------------------------------------------- | ------------------------------------- | -------------------------------------------------------------------------------------------------- | -------- |
| Bild gesucht         | Wegestein Borlas         | (Karte)                                     | 1812 (laut Jahreszahl auf Wegestein)  | verkehrsgeschichtlich von Bedeutung, Sandstein, ca. 140 cm hoch                                    | 08964848 |
| Bild gesucht         | Wegestein Borlas         | (Karte)                                     | 19. Jh.                               | verkehrsgeschichtlich von Bedeutung. Sandstein, Schrift fast gänzlich verwittert, ca. 150 cm hoch. | 08964863 |
| Bild gesucht         | Wegestein Höckendorf     | (Karte)                                     | 1892 (Inschrift Gemeinde Borlas 1892) | verkehrsgeschichtlich von Bedeutung, Sandstein, ca. 1 m hoch, bekrönt.                             | 08964891 |
| Bild gesucht         | Wegestein Höckendorf     | (Karte)                                     | 19. Jh. (ohne Jahreszahl)             | verkehrsgeschichtlich von Bedeutung. Sandstein, ca. 1 m hoch, bekrönt.                             | 08964892 |
| Bild gesucht         | Wegestein Höckendorf     | Frauenstraße (Karte)                        | 1835 (laut Inschrift auf Wegestein)   | verkehrsgeschichtlich von Bedeutung, Sandstein, ca. 2 m hoch                                       | 08964883 |
| Bild gesucht         | Wegestein Pretzschendorf | Erich-Weinert-Straße 68 (gegenüber) (Karte) | 19. Jh.                               | verkehrsgeschichtlich von Bedeutung. Sandstein, ca. 1 m hoch.                                      | 08964426 |
| Bild gesucht         | Wegestein Röthenbach     | Alte Straße (Karte)                         | 19. Jh.                               | verkehrsgeschichtlich von Bedeutung. Sandstein, ca. 140 cm hoch, Schrift verwittert, bekrönt.      | 08964777 |
| Bild gesucht         | Wegestein Röthenbach     | Weißeritzstraße (Karte)                     | 19. Jh.                               | verkehrsgeschichtlich von Bedeutung, ca. 120 cm, Sandstein                                         | 08964776 |
| Wegestein Ruppendorf | Wegestein Ruppendorf     | Beerwalder Straße (Karte)                   | bez. 1836                             | verkehrsgeschichtlich von Bedeutung, aus Sandstein, ca. 130 cm hoch, bekrönt und beschriftet.      | 08964895 |

### Königstein
| Bild                       | Bezeichnung                | Lage                                          | Datierung | Beschreibung                                                                                  | ID       |
| -------------------------- | -------------------------- | --------------------------------------------- | --------- | --------------------------------------------------------------------------------------------- | -------- |
| Wegweisersäule (133)       | Wegweisersäule (133)       | neben Parkhaus Festung (Karte)                |           | Nr. 133 nach Prokoph[1]                                                                       | 09304757 |
| Bild gesucht               | Wegweisersäule (134)       | (Karte)                                       |           | Nr. 134 nach Prokoph[1]                                                                       |          |
| Bild gesucht               | Wegweisersäule (135)       | (Karte)                                       |           | Nr. 135 nach Prokoph[1]                                                                       |          |
| Bild gesucht               | Wegweisersäule (137)       | (Karte)                                       |           | Nr. 137 nach Prokoph[1]                                                                       | 08951454 |
| Wegweisersäule Pfaffendorf | Wegweisersäule Pfaffendorf | K8742 / Abzweig Pfaffensteinpromenade (Karte) |           | bei Prokoph[1] als ehemalige Wegweisersäule (lfd. Nr. 61) geführt, 1999 als Kopie aufgestellt |          |

### Kreischa
| Bild                    | Bezeichnung             | Lage                                          | Datierung | Beschreibung                                                                    | ID       |
| ----------------------- | ----------------------- | --------------------------------------------- | --------- | ------------------------------------------------------------------------------- | -------- |
| Wegweisersäule Gombsen  | Wegweisersäule Gombsen  | Brandmühlenstraße / Lockwitzer Straße (Karte) |           |                                                                                 |          |
| Wegweisersäule Sobrigau | Wegweisersäule Sobrigau | Nickerner Weg (Karte)                         | bez. 1833 | verkehrsgeschichtlich von Bedeutung. Schaft mit Abdeckplatte und Inschriftfeld. | 09278913 |
| Wegweisersäule Sobrigau | Wegweisersäule Sobrigau | Hummelmühle (Karte)                           |           |                                                                                 |          |

### Liebstadt
| Bild                         | Bezeichnung                  | Lage                                    | Datierung | Beschreibung                                          | ID       |
| ---------------------------- | ---------------------------- | --------------------------------------- | --------- | ----------------------------------------------------- | -------- |
| Wegweisersäule 143           | Wegweisersäule 143           | Liebstadt Am Schlossberg (Karte)        |           | Nr. 143 nach Prokoph[1]                               |          |
| Wegweisersäule Liebstadt 144 | Wegweisersäule Liebstadt 144 | Am Gänsehals (Karte)                    |           | Nr. 144 nach Prokoph[1]                               | 09222009 |
| Weiße Marter                 | Weiße Marter                 | (Karte)                                 |           | Nr. 145 nach Prokoph[1]                               |          |
| Bild gesucht                 |                              |                                         |           | Nr. 146 nach Prokoph[1]                               |          |
| Bild gesucht                 |                              |                                         |           | Nr. 148 nach Prokoph[1]                               |          |
| Bild gesucht                 |                              |                                         |           | Nr. 149 nach Prokoph[1]                               |          |
| Bild gesucht                 | Wegweisersäule               | Abzweig Berthelsdorf (Karte)            |           | Nr. 150 nach Prokoph[1]                               | 09300066 |
| Wegweisersäule Berthelsdorf  | Wegweisersäule Berthelsdorf  | Abzweig Döbra (Karte)                   |           | Nr. 151 nach Prokoph[1]                               |          |
| Wegweisersäule Berthelsdorf  | Wegweisersäule Berthelsdorf  | Abzweig Seitenhain (Karte)              |           | Nr. 152 nach Prokoph[1]                               |          |
| Bild gesucht                 |                              |                                         |           | Nr. 153 nach Prokoph[1]                               |          |
| Bild gesucht                 |                              |                                         |           | Nr. 154 nach Prokoph[1]                               |          |
| Wegweisersäule               | Wegweisersäule               | Abzweig Seitenhain (Karte)              |           | Nr. 155 nach Prokoph[1]                               |          |
| Bild gesucht                 |                              |                                         |           | Nr. 156 nach Prokoph[1]                               |          |
| Bild gesucht                 |                              |                                         |           | Nr. 157 nach Prokoph[1]                               |          |
| Herbergen                    | Herbergen                    | (Karte)                                 |           | Nr. 158 nach Prokoph[1]                               |          |
| Bild gesucht                 |                              |                                         |           | Nr. 159 nach Prokoph[1]                               |          |
| 160                          | 160                          | (Karte)                                 |           | Nr. 160 nach Prokoph[1]                               |          |
| Bild gesucht                 | Wegweisersäule Waltersdorf   | (Karte)                                 |           | Nr. 161 nach Prokoph[1]                               | 09224836 |
|                              |                              | Roter Busch (Karte)                     |           | nicht in Denkmalliste, aber Denkmalschild neben Säule |          |
| Bild gesucht                 | Wegweisersäule Berthelsdorf  | Ortsausgang Richtung Döbra (Karte)      |           |                                                       |          |
| Wegweisersäule               | Wegweisersäule               | zwischen Berthelsdorf und Döbra (Karte) |           |                                                       |          |

### Lohmen
| Bild                     | Bezeichnung                    | Lage                                                                         | Datierung | Beschreibung                                                                  | ID       |
| ------------------------ | ------------------------------ | ---------------------------------------------------------------------------- | --------- | ----------------------------------------------------------------------------- | -------- |
| Wegweisersäule Lohmen    | Wegweisersäule Lohmen          | Basteistraße / Hohburkersdorfer Str. (Karte)                                 |           | Nr. 162 nach Prokoph[1]                                                       |          |
| Wegweisersäule Lohmen    | Wegweisersäule Lohmen          | Basteistraße / Wehlener Str. (Karte)                                         |           | Nr. 163 nach Prokoph[1]                                                       | 09254217 |
| Weitere Bilder           | Wegweisersäule Lohmen (164)    | Basteistraße / Fußweg Rathewalde (Karte)                                     |           | Nr. 164 nach Prokoph[1]                                                       | 09254314 |
| Weitere Bilder           | Wegweisersäule Lohmen (165)    | Basteistraße/Fremdenweg (Karte)                                              |           | Nr. 165 nach Prokoph[1]                                                       | 09254323 |
| Weitere Bilder           | Wegweisersäule Lohmen (166)    | Fremdenweg/Schwarzbergweg Am Steinernen Tisch (Karte)                        | 19. Jh    | Nr. 166 nach Prokoph[1]                                                       | 09254315 |
| Weitere Bilder           | Wegweisersäule Lohmen (167)    | Steinrückenweg / Weg zum Steinernen Tisch über Schwarzberggrund (Karte)      | 19. Jh    | Nr. 167 nach Prokoph[1]                                                       | 09254324 |
| Weitere Bilder           | Wegweisersäule Lohmen (168)    | Steinrückenweg (Steinrücken) / Abzweig zum Höllengrund / Langes Horn (Karte) | 19. Jh    | Nr. 168 nach Prokoph[1]                                                       | 09254325 |
| Weitere Bilder           | Wegweisersäule Uttewalde (169) | Wehlener Straße / Abzweig nach Uttewalde (Karte)                             | 19. Jh    | Nr. 169 nach Prokoph[1] ohne Inschrift                                        | 09254251 |
| Wegweisersäule           | Wegweisersäule                 | Abzweig nach Porschendorf / Am Biensgraben (Karte)                           |           | Nr. 171 nach Prokoph[1]                                                       |          |
| Wegweisersäule Doberzeit | Wegweisersäule Doberzeit       | Am Anger (Karte)                                                             |           | Nr. 172 nach Prokoph[1] Dorf Doberzeit Nach Daubaer Str.                      | 09254306 |
|                          |                                | Daube (Karte)                                                                |           | Nr. 174 nach Prokoph[1]                                                       | 09254303 |
| Weitere Bilder           | Wegweisersäule Mühlsdorf (175) | Richard-Wagner-Straße / Alte Lohmstraße (Karte)                              | 19. Jh    | Nr. 175 nach Prokoph[1]                                                       | 09254278 |
| Weitere Bilder           | Wegweisersäule Mühlsdorf (176) | Richard-Wagner-Straße / Kirschallee (Karte)                                  | 19. Jh    | Nr. 176 nach Prokoph[1]                                                       | 09254281 |
| Weitere Bilder           | Wegweisersäule Mühlsdorf (177) | Richard-Wagner-Straße 94 (bei) (Karte)                                       | 19. Jh    | Nr. 177 nach Prokoph[1]                                                       | 09254288 |
| Weitere Bilder           | Wegweisersäule Lohmen (178)    | Mühlweg / Leichenweg (Karte)                                                 | 19. Jh    | Nr. 178 nach Prokoph[1]                                                       | 09254319 |
| Weitere Bilder           | Wegweisersäule Lohmen (179)    | Straße nach Porschendorf / Kirschallee (Karte)                               | 19. Jh    | Nr. 179 nach Prokoph[1]                                                       | 09254258 |
| Weitere Bilder           | Wegweisersäule Uttewalde (180) | Grundstraße (Karte)                                                          | 19. Jh    | Nr. 180 nach Prokoph[1] Nach dem Uttewalder Grunde, der Bastei und Wehlen --> | 09254257 |

### Müglitztal
| Bild                          | Bezeichnung                   | Lage                                                                                          | Datierung | Beschreibung                                                      | ID       |
| ----------------------------- | ----------------------------- | --------------------------------------------------------------------------------------------- | --------- | ----------------------------------------------------------------- | -------- |
| Bild gesucht                  | 181                           | (Karte)                                                                                       |           | Nr. 181 nach Prokoph[1]                                           | 09304631 |
| Wegweisersäule Burkhardswalde | Wegweisersäule Burkhardswalde | (Karte)                                                                                       |           | Nr. 182 nach Prokoph[1]                                           |          |
| Wegweisersäule Burkhardswalde | Wegweisersäule Burkhardswalde | Burkhardswalder Str,/ Am Kanitz (Karte)                                                       |           |                                                                   |          |
| Bild gesucht                  |                               |                                                                                               |           | Nr. 183 nach Prokoph[1]                                           |          |
| Maxen                         | Maxen                         | (Karte)                                                                                       |           | Nr. 184 nach Prokoph[1]                                           |          |
| Maxen                         | Maxen                         | (Karte)                                                                                       |           | Nr. 185 nach Prokoph[1]                                           |          |
| Wegweisersäule Mühlbach (186) | Wegweisersäule Mühlbach (186) | (Karte)                                                                                       |           | Nr. 186 nach Prokoph[1]                                           | 09224155 |
| Bild gesucht                  | Wegweisersäule Mühlbach (187) | (Karte)                                                                                       |           | Nr. 187 nach Prokoph[1]                                           | 09304908 |
| Bild gesucht                  | Mühlbach (188)                | Mühlbacher Str./ Roter Weg Koordinaten des Standorts geschätzt (nach Denkmaldokument) (Karte) |           | Nr. 188 nach Prokoph[1]                                           | 09304907 |
| Weesenstein                   | Weesenstein                   | Schlosspark (Karte)                                                                           |           | Nr. 189 nach Prokoph[1]                                           |          |
| Bild gesucht                  | Wegweisersäule Falkenhain     | (Karte)                                                                                       |           | bei Prokoph[1] als ehemalige Wegweisersäule (lfd. Nr. 21) geführt |          |

### Neustadt
| Bild                             | Bezeichnung                          | Lage                                 | Datierung | Beschreibung            | ID                       |
| -------------------------------- | ------------------------------------ | ------------------------------------ | --------- | ----------------------- | ------------------------ |
| Weitere Bilder                   | Wegweisersäule Oberottendorf (117)   | (Karte)                              | 1823      | Nr. 117 nach Prokoph[1] | Wikidata-Objekt anzeigen |
| Weitere Bilder                   | Wegweisersäule Langburkersdorf (118) | (Karte)                              | 19. Jh    | Nr. 118 nach Prokoph[1] | 09253663                 |
| Weitere Bilder                   | Langburkersdorf                      | (Karte)                              |           | Nr. 119 nach Prokoph[1] | 09253774                 |
| Hohwald(Berthelsdorf)            | Hohwald (Berthelsdorf)               | (Karte)                              |           | Nr. 120 nach Prokoph[1] | 09253901                 |
| Wegweisersäule Rückersdorf (121) | Wegweisersäule Rückersdorf (121)     | (Karte)                              |           | Nr. 121 nach Prokoph[1] |                          |
| Weitere Bilder                   | Krumhermsdorf (190)                  | Hauptstraße/Ulbersdorfer Weg (Karte) |           | Nr. 190 nach Prokoph[1] | 09253757                 |
| Bild gesucht                     | Polenz                               | (Karte)                              |           | Nr. 192 nach Prokoph[1] | 09253725                 |
| Bild gesucht                     | 193                                  | (Karte)                              |           | Nr. 193 nach Prokoph[1] |                          |

### Pirna
| Bild                               | Bezeichnung                        | Lage                                                       | Datierung | Beschreibung                                                                  | ID       |
| ---------------------------------- | ---------------------------------- | ---------------------------------------------------------- | --------- | ----------------------------------------------------------------------------- | -------- |
| Wegweisersäule Birkwitz            | Wegweisersäule Birkwitz            | (Karte)                                                    |           | Nr. 44 nach Prokoph[1]                                                        | 09222652 |
| Wegweisersäule Pratzschwitz        | Wegweisersäule Pratzschwitz        | Söbrigener Weg / Pratzschwitzer Allee (Karte)              |           | Nr. 45 nach Prokoph[1]                                                        |          |
| Bild gesucht                       | Wegweisersäule Graupa              | Richard-Wagner-Str./ August-Röckel-Ring (Karte)            |           | Nr. 81 nach Prokoph[1] In Graupa werden 15 Wegesteine unter einer ID geführt. | 09223280 |
| Wegweisersäule Graupa 82           | Wegweisersäule Graupa 82           | Bonnewitzer Str. (Karte)                                   |           | Nr. 82 nach Prokoph[1] In Graupa werden 15 Wegesteine unter einer ID geführt. | 09223280 |
| Wegweisersäule Graupa 83           | Wegweisersäule Graupa 83           | Bonnewitzer Str./ Zaschendorfer Str. (Karte)               |           | Nr. 83 nach Prokoph[1] In Graupa werden 15 Wegesteine unter einer ID geführt. | 09223280 |
| Bild gesucht                       | Wegweisersäule Graupa 84           | (Karte)                                                    |           | Nr. 84 nach Prokoph[1] In Graupa werden 15 Wegesteine unter einer ID geführt. | 09223280 |
| Bild gesucht                       | Wegweisersäule Graupa 85           | (Karte)                                                    |           | Nr. 85 nach Prokoph[1] In Graupa werden 15 Wegesteine unter einer ID geführt. | 09223280 |
| Wegweisersäule                     | Wegweisersäule                     | Radeberger Straße (Karte)                                  |           | Nr. 86 nach Prokoph[1] In Graupa werden 15 Wegesteine unter einer ID geführt. | 09223280 |
| Wegweisersäule Graupa 87           | Wegweisersäule Graupa 87           | Äußere Pillnitzer Straße                                   |           | Nr. 87 nach Prokoph[1] In Graupa werden 15 Wegesteine unter einer ID geführt. | 09223280 |
| Wegweisersäule Graupa 88           | Wegweisersäule Graupa 88           | Lindenallee (Karte)                                        |           | Nr. 88 nach Prokoph[1] In Graupa werden 15 Wegesteine unter einer ID geführt. | 09223280 |
| Wegweisersäule Graupa 89           | Wegweisersäule Graupa 89           | Prof-Werner-Straße (Karte)                                 |           | Nr. 89 nach Prokoph[1] In Graupa werden 15 Wegesteine unter einer ID geführt. | 09223280 |
| Wegweisersäule Graupa 90           | Wegweisersäule Graupa 90           | Lochmühlenweg (Karte)                                      |           | Nr. 90 nach Prokoph[1] In Graupa werden 15 Wegesteine unter einer ID geführt. | 09223280 |
| Bild gesucht                       | Wegweisersäule Bonnewitz           | Bonnewitzer Berg / Mühlweg (Karte)                         |           | Nr. 91 nach Prokoph[1] In Graupa werden 15 Wegesteine unter einer ID geführt. | 09223280 |
| Bild gesucht                       | Wegweisersäule Bonnewitz           | Bonnewitzer Berg / Hohnsteiner Weg (Karte)                 |           | Nr. 92 nach Prokoph[1] In Graupa werden 15 Wegesteine unter einer ID geführt. | 09223280 |
| Bild gesucht                       | Wegweisersäule Bonnewitz           | Bonnewitzer Str./ Hohnsteiner Weg (Karte)                  |           | Nr. 93 nach Prokoph[1] In Graupa werden 15 Wegesteine unter einer ID geführt. | 09223280 |
| Bild gesucht                       | Wegweisersäule Bonnewitz           | Dorfstr./ Am Wildgehege (Karte)                            |           | Nr. 94 nach Prokoph[1] In Graupa werden 15 Wegesteine unter einer ID geführt. | 09223280 |
| Wegweisersäule Bonnewitz           | Wegweisersäule Bonnewitz           | (Karte)                                                    |           | Nr. 95 nach Prokoph[1] In Graupa werden 15 Wegesteine unter einer ID geführt. | 09223280 |
| Wegweisersäule Zatzschke           | Wegweisersäule Zatzschke           | (Karte)                                                    |           | Nr. 173 nach Prokoph[1]                                                       | 09254328 |
| Wegweisersäule                     | Wegweisersäule                     | Dippoldiswalder Straße (Karte)                             |           | Nr. 194 nach Prokoph[1]                                                       |          |
| Wegweisersäule Pirna 195           | Wegweisersäule Pirna 195           | (Karte)                                                    |           | Nr. 195 nach Prokoph[1]                                                       |          |
| Bild gesucht                       | Wegweisersäule (196)               | (Karte)                                                    |           | Nr. 196 nach Prokoph[1]                                                       |          |
| Bild gesucht                       | Wegweisersäule (197)               | (Karte)                                                    |           | Nr. 197 nach Prokoph[1]                                                       |          |
| Wegweisersäule Hinterjessen (198)  | Wegweisersäule Hinterjessen (198)  | Weinbergweg (Karte)                                        |           | Nr. 198 nach Prokoph[1]                                                       |          |
| Wegweisersäule Krietzschwitz (199) | Wegweisersäule Krietzschwitz (199) | (Karte)                                                    |           | Nr. 199 nach Prokoph[1]                                                       |          |
| Bild gesucht                       | Wegweisersäule                     |                                                            |           | Nr. 200 nach Prokoph[1]                                                       |          |
| Wegweisersäule Liebethal 201       | Wegweisersäule Liebethal 201       | (Karte)                                                    |           | Nr. 201 nach Prokoph[1]                                                       |          |
| Weitere Bilder                     | Wegweisersäule Liebethal (202)     | Porschendorfer Straße / Bei der Liebethaler Kirche (Karte) | 19. Jh    | Nr. 202 nach Prokoph[1]                                                       | 09221271 |
| Wegweisersäule Rottwerndorf (203)  | Wegweisersäule Rottwerndorf (203)  | (Karte)                                                    |           | Nr. 203 nach Prokoph[1]                                                       |          |
| Bild gesucht                       | Wegweisersäule Zuschendorf         | (Karte)                                                    |           | Nr. 204 nach Prokoph[1]                                                       |          |
| Bild gesucht                       | Wegweisersäule                     |                                                            |           | Nr. 205 nach Prokoph[1]                                                       |          |

### Rabenau
| Bild                   | Bezeichnung            | Lage                               | Datierung | Beschreibung                                                     | ID       |
| ---------------------- | ---------------------- | ---------------------------------- | --------- | ---------------------------------------------------------------- | -------- |
| Wegestein Karsdorf     | Wegestein Karsdorf     | (Karte)                            | 19. Jh.   | verkehrsgeschichtlich von Bedeutung, Sandstein                   | 08963232 |
| Wegestein Karsdorf     | Wegestein Karsdorf     | (Karte)                            | 19. Jh.   | verkehrsgeschichtlich von Bedeutung, Sandstein                   | 08963231 |
| Wegestein Karsdorf     | Wegestein Karsdorf     | am Abzweig des Schulsteigs (Karte) | 1835      |                                                                  |          |
| Wegestein Karsdorf     | Wegestein Karsdorf     | (Karte)                            | 19. Jh.   | verkehrsgeschichtlich von Bedeutung, Sandstein, ca. 170 cm hoch. | 08963607 |
| Wegestein Karsdorf     | Wegestein Karsdorf     | Heidestraße (Karte)                | 1836      | Wegestein; verkehrsgeschichtlich von Bedeutung                   | 09304889 |
| Bild gesucht           | Wegestein Lübau        | Dorfstraße 10b (gegenüber) (Karte) | 19. Jh.   | verkehrsgeschichtlich von Bedeutung, Sandstein                   | 08963332 |
| Bild gesucht           | Wegestein Obernaundorf | (Karte)                            | 19. Jh.   | verkehrsgeschichtlich von Bedeutung. Sandstein, ca. 1 m hoch.    | 08963620 |
| Wegestein Obernaundorf | Wegestein Obernaundorf | Poisenwaldstraße (Karte)           | 19. Jh.   | verkehrsgeschichtlich von Bedeutung, Sandstein, ca. 1,30 m hoch. | 08963621 |

### Rathen
| Bild                      | Bezeichnung                 | Lage                                        | Datierung | Beschreibung            | ID       |
| ------------------------- | --------------------------- | ------------------------------------------- | --------- | ----------------------- | -------- |
| Weitere Bilder            | Wegweisersäule Rathen (211) | Amselgrund, Abzweig zur Felsenbühne (Karte) | 19. Jh.   | Nr. 211 nach Prokoph[1] | 09223879 |
| Wegweisersäule            | Wegweisersäule              | Am Grünbach (Karte)                         |           | Nr. 212 nach Prokoph[1] | 09223875 |
| Wegweisersäule Oberrathen | Wegweisersäule Oberrathen   | (Karte)                                     |           | Nr. 213 nach Prokoph[1] | 09223125 |

### Rathmannsdorf
| Bild                                       | Bezeichnung                                | Lage    | Datierung | Beschreibung            | ID       |
| ------------------------------------------ | ------------------------------------------ | ------- | --------- | ----------------------- | -------- |
| Wegweisersäule Rathmannsdorf Höhe 214      | Wegweisersäule Rathmannsdorf Höhe 214      | (Karte) |           | Nr. 214 nach Prokoph[1] | 09222431 |
| Wegweisersäule Rathmannsdorf Höhe 215      | Wegweisersäule Rathmannsdorf Höhe 215      | (Karte) |           | Nr. 215 nach Prokoph[1] | 09224821 |
| Wegweisersäule Rathmannsdorf Wendischfähre | Wegweisersäule Rathmannsdorf Wendischfähre | (Karte) |           | Nr. 216 nach Prokoph[1] |          |

### Reinhardtsdorf-Schöna
| Bild               | Bezeichnung        | Lage                                      | Datierung | Beschreibung            | ID |
| ------------------ | ------------------ | ----------------------------------------- | --------- | ----------------------- | -- |
| 217                | 217                | Alter Marktweg (Koord. geschätzt) (Karte) |           | Nr. 217 nach Prokoph[1] |    |
| Kleingießhübel 218 | Kleingießhübel 218 | (Karte)                                   |           | Nr. 218 nach Prokoph[1] |    |
| 219                | 219                | (Karte)                                   |           | Nr. 219 nach Prokoph[1] |    |
| Bild gesucht       |                    |                                           |           | Nr. 220 nach Prokoph[1] |    |
| Bild gesucht       |                    |                                           |           | Nr. 221 nach Prokoph[1] |    |

### Rosenthal-Bielatal
| Bild                           | Bezeichnung                    | Lage                  | Datierung | Beschreibung            | ID       |
| ------------------------------ | ------------------------------ | --------------------- | --------- | ----------------------- | -------- |
| 136                            | 136                            | (Karte)               |           | Nr. 136 nach Prokoph[1] | 09223087 |
| Bild gesucht                   |                                |                       |           | Nr. 228 nach Prokoph[1] | 09226922 |
| Wegweisersäule Bielatal (229)  | Wegweisersäule Bielatal (229)  | (Karte)               |           | Nr. 229 nach Prokoph[1] | 09226918 |
| Bielatal 230                   | Bielatal 230                   | (Karte)               |           | Nr. 230 nach Prokoph[1] | 09226916 |
| 231                            | 231                            | (Karte)               |           | Nr. 231 nach Prokoph[1] |          |
| Bild gesucht                   |                                |                       |           | Nr. 232 nach Prokoph[1] | 09300225 |
| Wegweisersäule Rosenthal (233) | Wegweisersäule Rosenthal (233) | (Karte)               |           | Nr. 233 nach Prokoph[1] |          |
| Bild gesucht                   | Wegweisersäule Rosenthal (234) | (Karte)               |           | Nr. 234 nach Prokoph[1] |          |
| 235                            | 235                            | (Karte)               |           | Nr. 235 nach Prokoph[1] |          |
| 236                            | 236                            | (Karte)               |           | Nr. 236 nach Prokoph[1] | 09226919 |
| 237                            | 237                            | (Karte)               |           | Nr. 237 nach Prokoph[1] | 09300263 |
| 238                            | 238                            | Theilemannweg (Karte) |           | Nr. 238 nach Prokoph[1] | 09300264 |
| 239                            | 239                            | (Karte)               |           | Nr. 239 nach Prokoph[1] |          |
| Bild gesucht                   |                                |                       |           | Nr. 240 nach Prokoph[1] | 09224427 |

### Sebnitz
| Bild                              | Bezeichnung                         | Lage                                                  | Datierung | Beschreibung            | ID                       |
| --------------------------------- | ----------------------------------- | ----------------------------------------------------- | --------- | ----------------------- | ------------------------ |
| Weitere Bilder                    | Wegweisersäule Hinterhermsdorf (97) | (Karte)                                               | 19. Jh    | Nr. 97 nach Prokoph[1]  | 09254487                 |
| Weitere Bilder                    | Wegweisersäule Hinterhermsdorf (98) | Neudorfstraße / Buchenstraße (Karte)                  | 19. Jh    | Nr. 98 nach Prokoph[1]  | 09254427                 |
| Altendorf (122)                   | Altendorf (122)                     | (Karte)                                               |           | Nr. 122 nach Prokoph[1] |                          |
| Weitere Bilder                    | Wegweisersäule Altendorf (123)      | Sebnitzer Straße (Karte)                              | 19. Jh    | Nr. 123 nach Prokoph[1] | 09254515                 |
| Weitere Bilder                    | Wegweisersäule Lichtenhain (124)    | S154 / Hohe Straße (Karte)                            | 19. Jh    | Nr. 124 nach Prokoph[1] | 09254649                 |
| Weitere Bilder                    | Wegweisersäule Lichtenhain (125)    | S154 / Hauptstraße (Karte)                            | 19. Jh    | Nr. 125 nach Prokoph[1] | 09254558                 |
| Bild gesucht                      |                                     |                                                       |           | Nr. 126 nach Prokoph[1] | 09254641                 |
| Wegweisersäule (127)              | Wegweisersäule (127)                | Lichtenhainer Wasserfall (Kirnitzschtal) (Karte)      |           | Nr. 127 nach Prokoph[1] |                          |
| Bild gesucht                      |                                     |                                                       |           | Nr. 128 nach Prokoph[1] |                          |
| Weitere Bilder                    | Wegweisersäule Mittelndorf (129)    | Schandauer Straße 5 (bei) (Karte)                     |           | Nr. 129 nach Prokoph[1] | 09254524                 |
| Bild gesucht                      | 130                                 | (Karte)                                               |           | Nr. 130 nach Prokoph[1] |                          |
| Bild gesucht                      | 131                                 | (Karte)                                               |           | Nr. 131 nach Prokoph[1] |                          |
| Bild gesucht                      | 132                                 | (Karte)                                               |           | Nr. 132 nach Prokoph[1] |                          |
| Weitere Bilder                    | Wegweisersäule Sebnitz (241)        | Schönbacher Weg/Schandauer Straße (Karte)             |           | Nr. 241 nach Prokoph[1] | Wikidata-Objekt anzeigen |
| Weitere Bilder                    | Wegweisersäule Sebnitz (242)        | Schönbacher Weg/Gartenstraße (Karte)                  |           | Nr. 242 nach Prokoph[1] | Wikidata-Objekt anzeigen |
| Bild gesucht                      |                                     |                                                       |           | Nr. 243 nach Prokoph[1] |                          |
| Weitere Bilder                    | Wegweisersäule Hertigswalde (244)   | S165 / Alte Hohe Straße (Karte)                       | 19. Jh    | Nr. 244 nach Prokoph[1] | 09276823                 |
| Weitere Bilder                    | Wegweisersäule Hertigswalde (245)   | Alte Hohe Straße / Grenzübergang nach Tomášov (Karte) |           | Nr. 245 nach Prokoph[1] | Wikidata-Objekt anzeigen |
| Wegweiserstein Hertigswalde (246) | Wegweiserstein Hertigswalde (246)   | Alte Hohe Straße, ~560m westlich vom Waldhaus (Karte) |           | Nr. 246 nach Prokoph[1] |                          |
| Wegweiserstein Hertigswalde (247) | Wegweiserstein Hertigswalde (247)   | Alte Hohe Straße, ~330m westlich vom Waldhaus (Karte) |           | Nr. 247 nach Prokoph[1] |                          |
| Weitere Bilder                    | Wegweisersäule Sebnitz (248)        | Schandauer Str. 62 (Karte)                            |           | Nr. 248 nach Prokoph[1] | Wikidata-Objekt anzeigen |
| Bild gesucht                      | 249                                 | (Karte)                                               |           | Nr. 249 nach Prokoph[1] |                          |
| Weitere Bilder                    | Wegweisersäule Schönbach (250)      | (Karte)                                               |           | Nr. 250 nach Prokoph[1] | Wikidata-Objekt anzeigen |

### Stadt Wehlen
| Bild                             | Bezeichnung                      | Lage                                                   | Datierung | Beschreibung            | ID       |
| -------------------------------- | -------------------------------- | ------------------------------------------------------ | --------- | ----------------------- | -------- |
| Weitere Bilder                   | Wegweisersäule Dorf Wehlen (170) | Alte Uttewalder Straße, Nähe Kreisstraße K8711 (Karte) | 1833      | Nr. 170 nach Prokoph[1] | 09304208 |
|                                  |                                  | Steinrückenweg (Karte)                                 |           | Nr. 251 nach Prokoph[1] |          |
| Weitere Bilder                   | Wegweisersäule Dorf Wehlen (252) | Kreisstraße K8711, Nähe Alte Uttewalder Straße (Karte) | 1836      | Nr. 252 nach Prokoph[1] | 09304292 |
| Wegweisersäule Dorf Wehlen (253) | Wegweisersäule Dorf Wehlen (253) | (Karte)                                                |           | Nr. 253 nach Prokoph[1] |          |
| Wegweisersäule Dorf Wehlen (254) | Wegweisersäule Dorf Wehlen (254) | (Karte)                                                |           | Nr. 254 nach Prokoph[1] | 08967691 |
| Wegweisersäule Pötzscha (255)    | Wegweisersäule Pötzscha (255)    | (Karte)                                                |           | Nr. 255 nach Prokoph[1] |          |

### Stolpen
| Bild                           | Bezeichnung                          | Lage                                         | Datierung | Beschreibung            | ID                       |
| ------------------------------ | ------------------------------------ | -------------------------------------------- | --------- | ----------------------- | ------------------------ |
| Bild gesucht                   | 256                                  | (Karte)                                      |           | Nr. 256 nach Prokoph[1] | 09275877                 |
| Bild gesucht                   | 257                                  | (Karte)                                      |           | Nr. 257 nach Prokoph[1] |                          |
| Weitere Bilder                 | Wegweisersäule Heeselicht (258)      | Basteistraße, Abzweig Napoleonstraße (Karte) | um 1850   | Nr. 258 nach Prokoph[1] | 09289912                 |
| Wegweisersäule Helmsdorf (259) | Wegweisersäule Helmsdorf (259)       | (Karte)                                      |           | Nr. 259 nach Prokoph[1] |                          |
| Weitere Bilder                 | Wegweisersäule Langenwolmsdorf (260) | (Karte)                                      | 19. Jh.   | Nr. 260 nach Prokoph[1] | 09289762                 |
| Weitere Bilder                 | Wegweisersäule (261)                 | S 159, Abzweig nach Rückersdorf (Karte)      |           | Nr. 261 nach Prokoph[1] | Wikidata-Objekt anzeigen |
| Weitere Bilder                 | Wegweisersäule Langenwolmsdorf (262) | Hauptstraße 50, Alte Schule (bei) (Karte)    |           | Nr. 262 nach Prokoph[1] | Wikidata-Objekt anzeigen |
| Rennersdorf                    | Rennersdorf                          | (Karte)                                      |           | Nr. 263 nach Prokoph[1] |                          |
| Bild gesucht                   | 264                                  | (Karte)                                      |           | Nr. 264 nach Prokoph[1] |                          |
| Siedlung Helmsdorf             | Siedlung Helmsdorf                   | (Karte)                                      |           |                         |                          |

### Struppen
| Bild               | Bezeichnung        | Lage             | Datierung | Beschreibung            | ID       |
| ------------------ | ------------------ | ---------------- | --------- | ----------------------- | -------- |
| 265                | 265                | Ebenheit (Karte) |           | Nr. 265 nach Prokoph[1] | 09224522 |
| 266                | 266                | Naundorf (Karte) |           | Nr. 266 nach Prokoph[1] | 09304597 |
| 267                | 267                | (Karte)          |           | Nr. 267 nach Prokoph[1] |          |
| Bild gesucht       | 268                | (Karte)          |           | Nr. 268 nach Prokoph[1] |          |
| Kleiner Bärenstein | Kleiner Bärenstein | (Karte)          |           | Nr. 269 nach Prokoph[1] |          |
| 270                | 270                | (Karte)          |           | Nr. 270 nach Prokoph[1] |          |
| Weißig 271         | Weißig 271         | (Karte)          |           | Nr. 271 nach Prokoph[1] |          |
| Weißig 272         | Weißig 272         | (Karte)          |           | Nr. 272 nach Prokoph[1] |          |
| Bild gesucht       | Weißig 273         | (Karte)          |           | Nr. 273 nach Prokoph[1] |          |
| Weißig             | Weißig             | (Karte)          |           |                         |          |

### Tharandt
| Bild                     | Bezeichnung              | Lage                      | Datierung | Beschreibung                                                                                               | ID       |
| ------------------------ | ------------------------ | ------------------------- | --------- | --- | -------- |
| Wegestein Fördergersdorf | Wegestein Fördergersdorf | Holzstraße (Karte)        | bez. 1847 | verkehrsgeschichtlich von Bedeutung, Sandstein, ca. 150 cm hoch.                                           | 09278349 |
| Wegestein                | Wegestein                | (Karte)                   |           | Wegestein – verkehrsgeschichtlich von Bedeutung                                                            | 09278378 |
| Bild gesucht             | Wegestein                | (Karte)                   | 19. Jh.   | verkehrsgeschichtlich von Bedeutung, ca. 110 cm hoch                                                       | 09278377 |
| Bild gesucht             | Wegestein                | (Karte)                   | 19. Jh.   | verkehrsgeschichtlich von Bedeutung, ca. 130 cm hoch, beschriftet                                          | 09278375 |
| Bild gesucht             | Wegestein                | (Karte)                   | 19. Jh.   | verkehrsgeschichtlich von Bedeutung                                                                        | 09278385 |
| Bild gesucht             | Wegestein                | (Karte)                   | 19. Jh.   | verkehrsgeschichtlich von Bedeutung                                                                        | 09278391 |
| Wegestein                | Wegestein                | (Karte)                   | 19. Jh.   | verkehrsgeschichtlich von Bedeutung Inschrift: ->Basaltbruch <- Spechtshausen ->Grillenburg <- Basaltbruch | 09278422 |
| Bild gesucht             | Wegestein                | Freiberger Straße (Karte) | 1883      | verkehrsgeschichtlich von Bedeutung, Sandstein, ca. 110 cm hoch                                            | 09278319 |
| Bild gesucht             | Wegestein                | Mühlweg (Karte)           | 19. Jh.   | verkehrsgeschichtlich von Bedeutung                                                                        | 09278392 |
| Wegestein Großopitz      | Wegestein Großopitz      | Hohe Straße (Karte)       | bez. 1878 | verkehrsgeschichtlich von Bedeutung, Wegestein mit Kilometerangaben, Sandstein.                            | 08963581 |
| Bild gesucht             | Wegestein KO Hartha      | Buchenweg (Karte)         | 19. Jh.   | verkehrsgeschichtlich von Bedeutung,Sandstein, ca. 60 cm hoch                                              | 09278324 |

### Wilsdruff
| Bild                    | Bezeichnung             | Lage                                  | Datierung | Beschreibung                                                                                | ID       |
| ----------------------- | ----------------------- | ------------------------------------- | --------- | ------------------------------------------------------------------------------------------- | -------- |
| Wegestein Birkenhain    | Wegestein Birkenhain    | Schmiedewalder Straße 1 (bei) (Karte) | 19. Jh.   | verkehrshistorische Relevanz, Sandstein, ca. 1 m hoch                                       | 08964997 |
| Wegestein Braunsdorf    | Wegestein Braunsdorf    | (Karte)                               |           |                                                                                             | 09304188 |
| Bild gesucht            | Wegestein Helbigsdorf   | Talstraße 34 (bei) (Karte)            | 19. Jh.   | verkehrsgeschichtlich von Bedeutung, Sandsteinkubus, ca. 50 cm hoch.                        | 08964486 |
| Bild gesucht            | Wegestein Herzogswalde  | Helbigsdorfer Weg (Karte)             | 19. Jh.   | verkehrsgeschichtlich von Interesse, ca. 1,30 m hoher Sandsteinpfeiler, Schrift verwittert. | 09278508 |
| Wegestein Kesselsdorf   | Wegestein Kesselsdorf   | (Karte)                               |           |                                                                                             |          |
| Bild gesucht            | Wegestein Limbach       | Birkenhainer Straße 60 (bei) (Karte)  | 19. Jh.   | verkehrshistorische Bedeutung, ca. 60 cm hoch                                               | 08964998 |
| Wegestein Oberhermsdorf | Wegestein Oberhermsdorf | Hauptstraße (Karte)                   | 19. Jh.   | verkehrsgeschichtlich von Bedeutung                                                         | 09303883 |